# Drugie życie Bree Tanner
Drugie życie Bree Tanner (ang. The Short Second Life Of Bree Tanner) – powieść autorstwa Stephenie Meyer, autorki popularnej sagi Zmierzch, wydana w Polsce w 2010 roku. 

## Opis fabuły
Historia nowo narodzonej wampirzycy, którą czytelnicy poznają w powieści tej samej autorki – Zaćmienie. We wspomnianej części sagi jej postać nie odgrywa znaczącej roli. Drugie życie Bree Tanner opowiada (z punktu widzenia Bree) jak wygląda życie nowo narodzonych wampirów. Razem z bohaterką czytelnicy odkrywają oszustwa (których ofiarą jest nie tylko Bree) i poznają jej przyjaciela oraz inne wampiry. Stephenie Meyer pokazuje nam prawdziwe oblicze nowo narodzonych, całkowicie inne od przedstawionego w Zaćmieniu.